# Guayas (provins)
Guayas är en provins i västra Ecuador. Den administrativa huvudorten är Guayaquil. Befolkningen beräknas till 3 256 763 invånare på en yta av 16 740 kvadratkilometer.

## Administrativ indelning
Provinsen är indelad i 25 kantoner:
- Alfredo Baquerizo Moreno
- Balao
- Balzar
- Colimes
- Coronel Marcelino Maridueña
- Daule
- Durán
- El Empalme
- El Triunfo
- General Antonio Elizalde
- Guayaquil
- Isidro Ayora
- Lomas de Sargentillo
- Milagro
- Naranjal
- Naranjito
- Nobol
- Palestina
- Pedro Carbo
- Playas
- Salitre
- Samborondón
- Santa Lucía
- Simón Bolívar
- Yaguachi